# Het geheim van de HEMA
Het geheim van de HEMA is een documentaire in de serie Teledoc, die in 2012 door regisseur Yan Ting Yuen werd gemaakt. De film is een coproductie van In-Soo Productions en de VPRO in samenwerking met CoBO en het Nederlands Filmfonds en werd voor de eerste keer op 7 januari 2013 door de VPRO uitgezonden. Naar aanleiding van de opening van de eerste HEMA-winkel in Londen werd de documentaire op 16 juni 2014 door de VPRO nogmaals uitgezonden. Op 5 juli 2020 werd de documentaire nogmaals herhaald.
De regisseur volgde een jaar lang HEMA CEO Ronald van Zetten en zijn team om het reilen en zeilen van het bedrijf in kaart te brengen.

## Erkenning
De documentaire werd geselecteerd als kandidaat in de competitie voor beste Nederlandse documentaire van het International Documentary Film Festival Amsterdam maar won deze prijs niet.